# 坎珀巴赫河
51°24′20″N 7°15′05″E / 51.405529°N 7.251466°E
坎珀巴赫河（德語：Kamperbach），是德國的河流，位於該國西部，處於北萊茵-威斯特法倫州，屬於普萊斯巴赫河的右支流，河道全長5.3公里，流域面積4.9平方公里。